# Luftmasse (Astronomie)
Die Luftmasse (englisch Air mass, kurz AM) ist in der Astronomie ein relatives Maß für die Länge des Weges, den das Licht eines Himmelskörpers durch die Erdatmosphäre bis zum Erdboden bzw. zur beobachtenden Sternwarte zurücklegt. Dieser Lichtweg beeinflusst die Streuung und Absorption des Sternenlichts und auch seine spektrale Zusammensetzung.
In der Meteorologie wird der Begriff Luftmasse davon abweichend zur Beschreibung homogener Großräume der Troposphäre verwendet.

## Geometrie
Die Luftmasse ist definiert als Verhältnis der jeweiligen Weglänge {\displaystyle l} bezogen auf die minimale Länge {\displaystyle l_{0}} bei senkrechtem Lichteinfall:
{\displaystyle \mathrm {AM} :={\frac {l}{l_{0}}}\geq 1}
Bei einem Zenitwinkel ζ von 0 fällt das Licht senkrecht auf die Erdoberfläche, und der Weg durch die Atmosphäre ist am kürzesten; das Licht passiert genau eine Luftmasse:
{\displaystyle l=l_{0}\Rightarrow \mathrm {AM} =1}

Luftmasse in Abhängigkeit vom Zenitwinkel

Zur Abschätzung der winkelabhängigen Luftmasse rechnet man mit einer Atmosphäre konstanter Dichte; für die Erde hat diese Ersatz-Atmosphäre eine Schichtdicke (Skalenhöhe) von H = 8,5 km. Dann ist mit dem Erdradius R:
{\displaystyle \mathrm {AM} (\zeta )={\frac {{\sqrt {(R+H)^{2}-(R\cdot \sin \zeta )^{2}}}-R\cdot \cos \zeta }{H}}}
Für Zenitwinkel ζ < 60° gilt die Näherung:
{\displaystyle \mathrm {AM} (\zeta <60^{\circ })\approx {\frac {1}{\cos \zeta }}=\sec \zeta }
mit sec für den Sekans.
Abkürzungen:
- AM0: Strahlung ohne Schwächung durch Atmosphäre, d. h. ohne Luft im Lichtweg
- AM1: Senkrechter Einfall auf die Erdoberfläche
- AM1,5: Einfallswinkel 41,8° bezogen auf die Senkrechte.[2]

Bei 60° Zenitwinkel durchquert das Licht 2 AM, bei 80° fast 6 AM, bei 90° verlängert sich der Weg geometrisch auf fast 40 AM.
Definiert man die Luftmasse alternativ über den Höhenwinkel {\displaystyle h=90^{\circ }-\zeta } (Winkel der einfallenden Strahlung zur Horizontalen am Beobachtungsort), so ergibt sich für Höhenwinkel > 30°:
{\displaystyle \Leftrightarrow \mathrm {AM} (h>30^{\circ })\approx {\frac {1}{\sin h}}=\csc \,h}
mit csc für den Kosekans.

## Auswirkungen
Die Luftmasse ist in der beobachtenden Astronomie ein Maß für die Wirkung des Zenitwinkels und erlaubt eine schnelle Einschätzung der erzielbaren Beobachtungsqualität: bei Luftmassen größer als zwei wird im Allgemeinen nur selten beobachtet; die meisten Großteleskope haben Sicherheitsschaltungen, die Beobachtungen bei Werten über 2,5 bis 3 verhindern. Hierbei spielt die Abschwächung (Extinktion) des Lichtes eine geringere Rolle als die zunehmende Atmosphärische Dispersion zwischen blauem und rotem Licht: in Horizontnähe wird ein weißer Stern zu einem Farbfleck, der oben blau und unten rot ist.
Mit der Luftmasse nimmt auch die Luftunruhe merklich zu – sowohl die Helligkeitsschwankung (Szintillation) als auch die Bildschärfe (Seeing). Bei Zenitwinkeln über 80° (d. h. bei Höhenwinkeln unter 10°) verlängert die Astronomische Refraktion den optischen Weg zusätzlich, weil der Lichtstrahl in der Atmosphäre stärker gekrümmt ist.
Weiter erfolgt eine geringe Rötung des Sternenlichts, wenn die Luft viel Aerosol enthält: an den Staubteilchen wird blaues Licht stärker gestreut als rotes – eine dem Abendrot ähnliche Wirkung.

## Solarphysik
Das Spektrum der Solarstrahlung ist abhängig von der Weglänge, die das Lichts durch die Atmosphäre überwinden muss. Den Längenmaßen sind entsprechende Spektren und Strahlungsleistungen zugeordnet. Ein schrägerer Einfall des Sonnenlichts bedeutet eine Abschwächung der Strahlungsleistung und eine Änderung des Spektrums. Vor allem die kurzwelligen Strahlen (UV und blau) werden zunehmend gestreut und absorbiert.
Für vergleichende Messungen wurden verschiedene Spektren und Strahlungsleistungen definiert:
- AM = 0 ist definiert als das Spektrum außerhalb der Atmosphäre (extraterrestrisches Spektrum) im Weltraum, die Strahlungsleistung beträgt dort 1361 W/m2 (Solarkonstante).
- AM = 1 ist das Spektrum der senkrecht auf die Erdoberfläche fallenden Sonnenstrahlen, d. h. die Sonne muss dafür genau im Zenit stehen; die Strahlen legen dann den kürzesten Weg auf die Erdoberfläche zurück.
- Für AM = 1,5 ergibt sich ein Zenitwinkel von etwa 48,2°. Bei diesem Spektrum beträgt die globale Bestrahlungsstärke 1000 W/m²; aus diesem Grunde wurde AM = 1,5 als Standardwert für die Vermessung von Solarmodulen eingeführt (Photovoltaik). Das Spektrum AM = 1,5 ist in der Norm IEC 904-3 (1989) Teil III festgehalten. Geht man von einer typischen Sonnenscheindauer von 1000 Sonnenstunden pro Jahr aus, beträgt die mittlere Bestrahlungsstärke in Deutschland 115 W/m².

Für Berlin beträgt zur Wintersonnenwende mittags der Zenitwinkel 76°; und damit gilt hier AM = 4,13.
Für die Sommersonnenwende und bei Sonnenhöchststand beträgt der Zenitwinkel ca. 29°, das entspricht AM = 1,14.